# 敷田禮二
敷田禮二（しきだ れいじ、1926年 - 1993年6月3日）は、日本の経営学者。

## 略歴
石川県出身。1950年立教大学経済学部卒、1958年同大学院博士課程単位取得退学。1952年立教大学経済学部助手、1956年講師、1959年助教授、1966年教授となる。1983年「管理会計批判 戦後日米資本主義史と蓄積手段」で経済学博士。1992年定年、名誉教授。66歳で死去。

## 著書
- 『管理会計批判 戦後日米資本主義史と蓄積手段』日本評論社 1969
- 『コンピュータ・システムと経営計画 大企業の強蓄積と人間疎外』大村書店 1997

### 共編著
- 『企業簿記批判』編 ミネルヴァ書房 1971
- 『原価公開 経済民主主義への布石』近藤禎夫共著 新日本新書 1976
- 『現代管理会計論』近藤禎夫共編著 日本評論社 経営会計全書 1976
- 『資本主義と簿記』編 ミネルヴァ書房 1979
- 『批判会計学の展開』山口孝共編著 ミネルヴァ書房 1987
- 『新しい原価計算論』編著 中央経済社 1988
- 『現代会計講座 4 企業再構築と経営分析』大橋英五共編著 ミネルヴァ書房 1990